# Raquel Cassidy
Raquel Josephine Cassidy (Fleet, 22 januari 1968) is een Britse actrice.

## Biografie
Cassidy werd geboren in Fleet bij een Spaanse moeder en een Britse vader in een gezin van drie kinderen. Zij studeerde af in moderne talen en biologische antropologie aan de Girton College in Cambridge (onderdeel van Universiteit van Cambridge). Hierna wilde zij haar doctor of philosophy halen in biologische antropologie, maar stopte hiermee om haar carrière te starten in het acteren.
Cassidy begon in 1998 met acteren in de miniserie Killer Net, waarna zij nog meerdere rollen speelde in televisieseries en films. Zij is onder andere bekend van haar rol als Phyllis Baxter in de televisieserie Downton Abbey, waar zij in 23 afleveringen speelde (2013–2015). In 2016 won zij met deze rol samen met de cast de Screen Actors Guild Awards in de categorie Uitstekend Optreden door een Cast in een Televisieserie.

## Filmografie

### Films
Uitgezonderd korte films.
- 2022 Downton Abbey: A New Era - als miss Baxter
- 2021 Ferryman - als mama
- 2019 Downton Abbey - als miss Baxter
- 2019 Cliffs of Freedom - als Christina Vakrinos
- 2019 Official Secrets - als Anne Emmerson
- 2016 Demain tout commence - als maîtresse Gloria
- 2016 The Twisted Death of a Lonely Madman - als Mystic-57 (stem)
- 2014 Text Santa - als Baxter
- 2013 Das andere Kind - als DI Valerie Almond
- 2010 On Expenses - als House of Commons Counsel
- 2007 The Boat People - als Alice
- 2007 Britz - als Joy
- 2007 Tick Tock Lullaby - als Maya
- 2005 Festival - als Petra Loewenberg
- 2005 Last Rights - als Nadine
- 2002 Do I Love You? - als Romy
- 2002 Before You Go - als Felicia
- 2002 Shooters - als Tess
- 2000 Thin Ice - als DS Beckett
- 1998 Killer Net - als WPC Pamela Boxer

### Televisieseries
Uitgezonderd eenmalige gastrollen.
- 2022 The Good Karma Hospital - als Frankie Martin - 4 afl.
- 2017-2020 The Worst Witch – miss Hardbroom - 53 afl.
- 2018 Strangers - Rachel Hargreaves - 6 afl.
- 2017 Silent Witness – dr. Eva Vasquez - 2 afl.
- 2015-2017 Uncle – Teresa - 5 afl.
- 2013-2015 Downton Abbey – Baxter - 23 afl.
- 2012 A Touch of Cloth – Clare Hawkchurch - 2 afl.
- 2011 DCI Banks – dr. Elizabeth Waring - 2 afl.
- 2006-2011 Lead Balloon – Mel - 26 afl.
- 2011 Doctor Who – Cleaves - 2 afl.
- 2011 Land Girls – Diana Granville - 5 afl.
- 2008-2009 Moving Wallpaper – Nancy Weeks - 18 afl.
- 2008 Moving Wallpaper: The Mole – Nancy Weeks - 2 afl.
- 2007 Party Animals – Jo Porter - 8 afl.
- 2005 According to Bex – Chris - 8 afl.
- 2004 The Worst Week of My Life – Cassie - 7 afl.
- 2003 Trevor's World of Sport – Caroline Bradley - 3 afl.
- 2003 Red Cap – Neve Kirland - 5 afl.
- 2001-2002 Teachers – Susan Gately - 18 afl.

- Bibliothèque nationale de France: cb165862653 (data)
- Library of Congress Control Number: no2014036289
- Système universitaire de documentation: 244239061
- Virtual International Authority File: 232621468
- WorldCat: E39PBJyMk3KQ9pRFPcffD3qCwC